# Kaudalt
Kaudalt/Caudalt (mod halen) 
Antonym for Kranielt/cranielt (mod hovedet) 
Begge udtryk bruges til retningsorientering ift. et andet område.
Eksempel: Knæet ligger kaudalt for navlen. Navlen ligger kranielt for knæet. 